# Німецька імперія

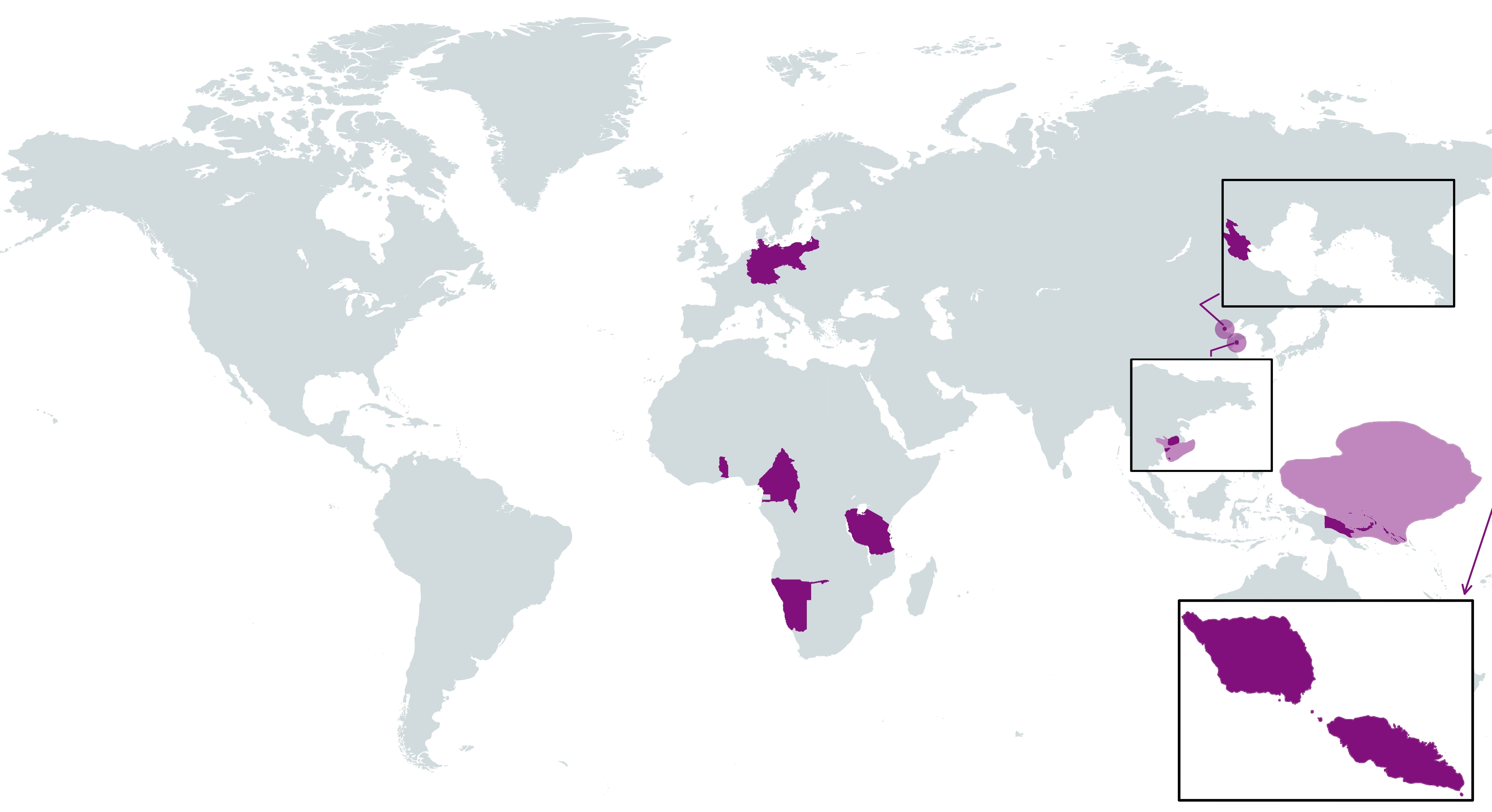
Карта Німецької Імперії з колоніями

Німе́цька імпе́рія (нім. Deutsches Reich) — держава, що існувала в Центральній Європі наприкінці XIX та на початку XX століття. Назва зазвичай використовується, для описання Німеччини з 1871 року до 1918 року, коли вона була конституційною монархією: починаючи з об'єднання Німеччини і проголошення прусського короля Вільгельма I Німецьким Імператором 18 січня 1871 року, закінчуючи фактично проголошенням Веймарської республіки Філіпом Шейдеманном 9 листопада 1918 року і формально зреченням Вільгельма II 28 листопада 1918 року. Найголовніші держави, що межували з Німецькою імперією: Російська імперія на сході, Франція на заході, і Австро-Угорщина на півдні. У 1871 населення Німеччини становило 41 млн осіб; до 1913 це зросло до 68 мільйонів. Об’єднана Німеччина, яка у 1815 була переважно сільською, стала переважно міською. Успіх індустріалізації Німеччини на початку 20-го сторіччя проявлявся двояко; Німецькі заводи часто були більшими та сучаснішими, ніж багато їхніх британських та французьких аналогів, але доіндустріальний сектор був більш відсталим. Успіхи Німецької імперії в природничих науках, особливо у фізиці та хімії, були такими, що одна третина всіх Нобелівських премій дісталася німецьким винахідникам і дослідникам. За 47 років свого існування Німецька імперія стала індустріальною, технологічною та науковою державою в Європі, а до 1913 Німеччина була найбільшою економікою в континентальній Європі та третьою за розміром у світі.

## Назва
Офіційна назва, що використовувалась Німеччиною в 1871—1945 роках (нім. Deutsches Reich). Німецька назва нім. Deutsches Kaiserreich використовувалась неофіційно, щоб описати Німеччину протягом 1871—1918. Прямий переклад Deutsches Reich — «Німецька імперія», хоча німецьке слово «Рейх» може мати не імперські додаткові значення, подібні до українських «держава», «королівство» або «Вітчизна».
Назва Другий Рейх (нім. Zweites Reich) іноді застосовується ретроспективно до цього періоду. Термін був популяризований німецьким націоналістичним істориком Артуром Мьоллером ван ден Бруком в 1920-х, і мав зв'язок з більш ранньою Священною Римською імперією («Перший Рейх»), також як і підкреслення його бажання встановлення «Третього Рейху». Цей термін був згодом прийнятий під час існування Нацистської Німеччини з метою пропаганди — і тому його використання серед істориків після Другої світової війни має різний сенс, оскільки багато хто[хто?] вважає, що це надає законність нацистській історіографії[джерело?].

## Заснування
Під виглядом ідеалізму, крокуючого до реалізму, німецький націоналізм швидко перейшов від ліберального і демократичного характеру до рук прусського прем'єр-міністра Отто фон Бісмарка, прихильника жорсткої руки та реальної політики з 1848 року. Бісмарк хотів об'єднати конкуруючі Німецькі держави, щоб досягти своєї мети — головування Пруссії у Німеччині. Три війни допомогли переконати німців піти на об'єднання: проти Данії в 1864, Австро-прусська війна проти Австрії в 1866, і Французько-прусська війна проти Другої французької імперії у 1870—1871. Протягом облоги Парижу у 1871, Північнонімецький союз, за підтримки союзників з Південної Німеччини, проголосили створення Німецької імперії з проголошенням Прусського короля Вільгельма I Німецьким Імператором в Залі Дзеркал у Версальському палаці. Це була не лише подія величезного внутрішньонімецького значення, але й приниженням Франції, яка припинила чинити опір кількома днями пізніше.
Бісмарк безпосередньо готував у 1866 Північнонімецьку Конституцію, яка стала з деякими змінами у 1871 Конституцією Німецької імперії. Новостворена об'єднана Німеччина отримала деякі демократичні свободи. Нова імперія мала парламент з двома палатами. Нижня палата, або Рейхстаг, куди вибирались депутати загальними виборами. Виборчі округи, що були засновані в 1871, ніколи не змінювали меж, щоб врахувати зростання міських областей. В результаті, під час великого розширення німецьких міст в 1890-х і 1900-х, сільські області були грубо урізані.
Законодавство також вимагало згоду Бундесрату — верхньої палати, що складалася з депутатів від земель. Виконавча влада була представлена імператором, або кайзером, який мав на допомогу канцлера відповідального тільки перед ним. Офіційно, канцлер був одноосібним урядовцем і був відповідальний за стан всіх державних справ; на практиці, державні секретарі (вищі посадовці відповідальні за фінанси, війну, закордонні справи тощо) служили неофіційними портфельними міністрами. Рейхстаг міг впливати на проходження, покращення або відхилення законопроєктів, але не міг ініціювати внесення змін у законодавство. Законодавча ініціатива належала канцлеру.
Хоча офіційно союз був спілкою рівних, на практиці над імперією превалювала найбільша і наймогутніша держава, Пруссія. Вона складала три чверті площі Німеччини і дві третини її населення. Імперську корону успадковували Гогенцоллерни, королі Пруссії. За винятком 1872—1873 і 1892—1894 років, канцлер був завжди одночасно прем'єр-міністром Пруссії. Маючи 17 з 58 голосів у бундесраті, Берлін потребував тільки декілька голосів від маленьких держав, щоб мати ефективний контроль над верхньою палатою.
Якщо великі держави-засновники зберегли свої власні уряди і війська, війська маленьких держав були під безпосереднім прусським контролем. Великі держави як, наприклад, королівства Баварія й Саксонія координувалися прусськими законами й повинні були у воєнний час управлятися федеральним урядом. Але авторитарна в багатьох стосунках імперія дозволила розвиток політичних партій.
Розвиток Німецької імперії подібний до подій в Італії, яка стала об'єднаною національною державою незадовго до того. Деякі ключові елементи авторитарної політичної структури Німецької імперії були також основою для консервативної модернізації в Японській імперії під керівництвом сьоґуната Едо і збереження авторитарної політичної структури під владою царів в Російській імперії.
Один з чинників у соціальній будові цих урядів була дуже істотна частка в політичній владі земельної еліти, прусського юнкерства, завдяки відсутності великих революційних досягнень селян і пролетарів.
Бісмарк мав намір створити конституційний фасад, який приховував би продовження авторитарного керування. У процесі, він створив систему з серйозним дефектом. Існувала істотна невідповідність між прусською і німецькими виборчими системами. Пруссія використовувала надзвичайно обмежувальну Прусську трикласову систему голосування, в якій найбагатша третина населення могла вибрати 85 % законодавчої влади, створюючи консервативну більшість. Як згадано вище, король і (з двома виключеннями) прем'єр-міністр Пруссії були також імператором і канцлером імперії, це означало, що тим же правителям довелося знайти більшість з законодавчою владою обраною від різних земель та класів.

## Ера Бісмарка
Внутрішня політика Бісмарка відіграла велику роль у встановленні авторитарної політичної культури Kaiserreichу. Напівпарламентський уряд Німеччини здійснював відносно плавну економічну і політичну індустріалізації країни зверху.

### Економіка

#### Індустріальна потужність
Прогресуюча індустріалізація Німеччини призвела до того, що місцеві виробники не лише почали витісняти з внутрішнього ринку британський імпорт, але також почали конкурувати з британською промисловістю за кордоном, особливо в США. Німеччина стала домінуючою економічною силою на континенті і була другим найбільшим експортером після США. Під час Першої світової війни (1914—1918) Німецька економіка перепрофілювалась на військові потреби, а саме: виробництво гвинтівок (Gewehr 98), пістолетів (P08 Пістолет Люгера), кулеметів (Кулемет Максима), мінометів (Minenwerfer), і артилерійських снарядів. Імперська Німеччина була лідером у фізиці і хімії того часу, тож третину усіх Нобелівських премій отримали німецькі винахідники і дослідники.
Під керівництвом Пруссії і Залізного Канцлера Бісмарка, Німеччина постала як нація і як світова держава. У 1871 39 окремих держав, через сторіччя, нарешті об'єдналися. Королі Саксонії, Баварії і Вюртембергу князі, герцоги і керівники Брауншвейгу, Бадену, Ганноверу, Мекленбургу, , Ольденбургу засвідчили відданість королю Пруссії — кайзеру.
В 1871 році населення Німецької імперії складало 41 млн. В 1913 році населення склало близько 68 млн, зрісши більш ніж на половину. І більша частина з них жила в містах та містечках. Економічна міць країни базувалась на виробництві вугілля та сталі — Німеччина досягла великих успіхів в обох напрямках:
- «Виробництво сталі зросло в 12 раз за 30 років»
- «Видобуток вугілля зріс приблизно в п'ять раз за 30 років»
- «Виробництво іншої продукції зросло приблизно в чотири рази»
- «Експорт зріс приблизно в три рази»
- «Експорт хімікалій зріс приблизно в три рази»
- «Експорт машинобудівної промисловості зріс приблизно в п'ять разів»

За 30 років частка Німеччини у світовій торгівлі підвищилася на третину. В 1914 році Німеччина була, після Америки, найпотужнішою промисловою країною у світі. Найбільший внесок в економіку Німеччини зробила фірма Крупп. Ессен, місто сталі, де була побудована перша фабрика Круппа у 1902 році.
«Велике місто з його власними вулицями, з власною поліцією, відділенням пожежної охорони і законами руху. Є 150 кілометрів залізниці, 60 різних фабричних будівель, 8500 верстатів, сім електричних станцій, 140 кілометрів підземного кабелю і 46 кілометрів в повітрі.»

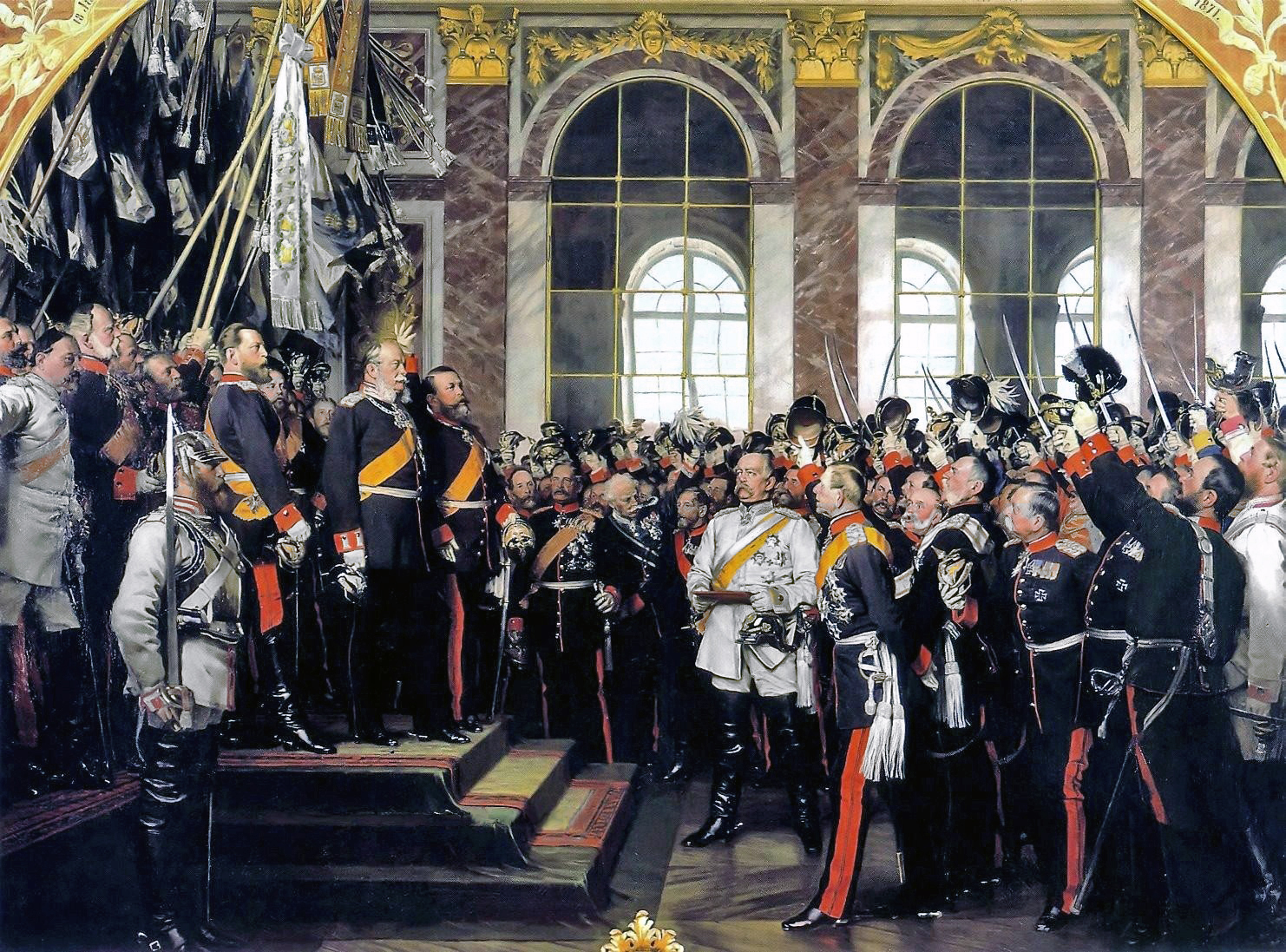
Die Proklamation des Deutschen Kaiserreiches (1877), зображення проголошення заснування Німецького Рейху (18 січня 1871, у Версальському палаці).
Зліва, на подіумі (у чорному кольорі): Наслідний Принц Фрідріх (пізніше Фрідріх III), його батько Імператор Вільгельм I Гогенцоллерн, і Фрідріх I Баденський, проголошують тост за нового імператора. Центр (в білому): Отто фон Бісмарк, перший канцлер Німеччини

Німеччина насолоджувалась майстерністю Круппа. Коли Альфред Крупп помер, Кайзер відвідав його багаті похорони і назвав його «Німцем німців.» У 1914, на фірмі Круппа працювало 80 000 працівників. Вони жили в будинках Круппа, їхніх малюків лікували лікарі Круппа, їхніх дітей виховали в школах Круппа, вони купували речі в магазинах Круппа, брали книги в бібліотеках Круппа, одружувались в церквах Круппа і їх ховали на кладовищах Круппа. В часи Бісмарка Німеччина була ближче, ніж будь-яка інша держава, до сучасних концепцій соціального забезпечення. Німецькі працівники мали захист перед хворобою, нещасним випадком і пологовими виплатами, військовими лавками, отриманням житла і мали національну схему пенсії, ще коли про неї не замислювались в більш ліберальних країнах. Проте життя працівників було важким. На сталеплавильних заводах працювали 12 годин на день і 80 годин на тиждень. Ні відпочинок, ні свята не були гарантовані. У Німеччині, як в кожній індустріальній державі, існували бідність і незадоволення.

### Ідеологія
Після досягнення формального об'єднання в 1871, Бісмарк присвятив багато уваги ідеї національної єдності за прусською ідеологією. Можна підсумовувати ідеологію Бісмарка під чотирма завданнями: Культуркампф, соціальна реформа, національне об'єднання і Малонімецький шлях об'єднання Німеччини.
До 1912, марксистська Соціал-демократична партія Німеччини була найчисельнішою партією Рейхстагу — Німецького парламенту. Але управляв Німеччиною не Рейхстаг, а кайзер через посадових осіб, яких він призначав особисто.

#### Культуркампф
Після об'єднання католицьких німецьких держав на півдні і деяких областей на сході, католики, утворили Католицьку Центристську Партію Німеччини, яка була головною загрозою об'єднанню. Південні католики, були більш пов'язані з сільським господарством, ніж протестанти на півночі, тому індустріалізація і розвиток торгівлі привели до зубожіння селянства, ремісників, духівництва і правлячої аристократії маленьких держав. Католицькі установи були обмежені і суспільство було захищено від католицького впливу урядом Бісмарка. Після 1878, боротьба проти соціалізму об'єднала Бісмарка з Католицькою Партією Центру, припинивши Культуркампф, який привів до підсилення, а не ослаблення католицизму в Німеччині.

#### Соціальні реформи
Щоб підтримати робочий клас і ослабити вплив соціалістичних груп, Бісмарк неохоче здійснював ряд соціальних реформ. Системи соціального страхування, встановлені Бісмарком (охорона здоров'я в 1883, страхування від нещасного випадку в 1884, страхування від непрацездатності і за віком у 1889) у той час були найбільшими у світі і, деякою мірою, все ще існують в Німеччині сьогодні. Фрідріх фон Гаєк переконаний, що, саме ці реформи привели до націонал-соціалізму.

#### Національне об'єднання
Зусилля Бісмарка також були направленні на вирівнювання величезних відмінностей між німецькими державами, які розвивалися самостійно протягом сторіч. Особлива увага приділялася законодавству.

#### Малонімецький шлях об'єднання Німеччини
Протягом правління Бісмарка існувало два бачення того, які землі має охопити Німецька імперія. Першим був Великонімецький шлях об'єднання Німеччини, а другим, якого дотримувався сам Бісмарк, був Малонімецький шлях об'єднання Німеччини. нім. Großdeutschland (Великонімецький шлях об'єднання Німеччини) підтримувався німецькими лібералами і пангерманістськими націоналістами і означав, що Німеччина повинна бути всеосяжною державою для всіх німців, зокрема й для австрійців (дехто бажав всю Австро-Угорську імперію, дехто тільки Німецькі Австрійські землі). нім. Kleindeutschland (Малонімецький шлях об'єднання Німеччини) підтримувався Бісмарком і прусськими консерваторами і переважно обмежувався землями, що вже увійшли до складу імперії. Поняття нім. Kleindeutschland включало мільйони не німців (переважно поляків), її прихильники вважали, що включення всієї Австро-Угорщини до Німеччини призведе до дестабілізації Німецької держави завдяки величезній кількості етнічних меншин Австро-Угорщини. Також, прусські прихильники нім. Kleindeutschland в значній мірі боялися, що навіть об'єднання з Німецькою Австрією, тобто лише німецькими землями, ослабить прусський вплив у Німеччині і істотно збільшить чисельність католиків в державі, де вже існувала напруга між протестантською Північчю і католицьким Півднем, який держава хотіла асимілювати. нім. Kleindeutschland був важливим елементом політичних справ Німецької імперії і є абсолютним контрастом з політикою Нацистської Німеччини яка стверджувала, що є наступником Німецької імперії. Нацистська Німеччина слідувала шляхом пангерманізму, наближаючись до ідеї нім. Großdeutschland, при цьому знищили прусську гегемонію в Німеччині на користь централізованої і тоталітарної держави.

### Германізація
Одним з ефектів політики об'єднання було усуненням використання інших мов, крім німецької, із суспільного життя, із шкіл і академій з умисним тиском на ненімецьке населення, з метою онімечити його або вигнати з країни. Політика германізації часто мала зворотний ефект — стимулювала опір, зазвичай у формі домашнього навчання і щільнішої єдності в групах меншини.
Германізація поляків була спрямована проти значної польської меншини імперії, що її Пруссія отримала під час поділів Речі Посполитої. Було прийнято закони, що забороняли полякам будувати будинки на територіях, захоплених при поділах Польщі, обмежено право говорити польською в суспільних місцях і в 1908 був прийнятий закон, що дозволяв вигнання поляків з їх будинків.
Урядом в 1885 були встановлені і впроваджені закони щодо передачі землі, що була у власності поляків, німецьким колоністам. Проте, поляки заснували власну організацію, щоб захистити себе від комісії Німецького поселення. У 1880-х було проведено масове вигнання приблизно 24 000 поляків, які не мали німецького громадянства, до Російської Польщі. Цей акт сильно критикувався лівацькими німецькими політичними партіями і Бісмарком безпосередньо, але останній турбувався про можливість поширення «революційних елементів» серед поляків з Російської Польщі. Польські організації пробували боротися за свої права, але без успіху, і хоча деякі польські активісти були вибрані у Рейхстаг, їх завжди переважали кількістю вороже налаштовані німецькі представники.

### Закони
Цілком різні історії законодавства і судової системи створювали величезні труднощі особливо для національної торгівлі, поки не був впроваджений загальний торговий кодекс у 1861 (який був пізніше дещо перероблений для імперії і, з великими змінами, все ще чинний і сьогодні).
У 1871, запроваджено загальний Кримінальний Кодекс (Reichsstrafgesetzbuch); у 1877, загальне судочинство були встановлене в придворній системі (Gerichtsverfassungsgesetz), цивільних процесах (Zivilprozessordnung) і кримінальних процесах (Strafprozessordnung). У 1873 відбулися зміни у конституції, що дозволило імперії замінити різні і дуже відмінні Цивільні Кодекси держав (якщо вони існували взагалі; наприклад, частини Німеччини, колись зайнятої Наполеонівською Францією, прийняли Французький Цивільний Кодекс, тоді як в Пруссії діяв Allgemeines Preußisches Landrecht 1794 року).
У 1881, була заснована перша комісія для введення загального Цивільного Кодексу для всієї імперії. Величезна праця, яку зробило Bürgerliches Gesetzbuch (BGB) є можливо однією з вражаючих законодавчих робіт світу; він діє з 1 січня 1900. Про якість кодексу говорить те, що він увесь, хоча з багатьма поправками, діє і сьогодні.

## Колонії Німеччини
Німеччина взяла участь у загарбанні колоній доволі пізно — в середині 80-х років XIX сторіччя. Але це не завадило їй придбати доволі значні володіння в Африці, Азії і Океанії.
У Африці це — Того, Камерун, Німецька Східна Африка і Німецька Південно-Західна Африка.
- Того — з кінця XIX — початку XX сторіччя разом з частиною Гани — німецька колонія.
- Камерун — з кінця XIX сторіччя — протекторат Німеччини.
- Німецька Східна Африка — континентальна частина Танзанії (Танганьїка), Руанда і Бурунді.
- Німецька Південно-Західна Африка — Намібія. З 1884 р. — німецький протекторат.

В Азії — порт Ціндао (Кайтчоу) на півострові Шаньдун, захоплений в 1897 році, а потім «орендований» у китайського уряду на 99 років.
В Океанії — Нова Гвінея, Мікронезія (Науру, Палау, Маршаллові, Каролінські, Маріанські острови), Західне Самоа.
- Німецька Нова Гвінея
  - Нова Гвінея. З середини 1880-х р. північно-східна частина острову колонізована Німеччиною.
  - Науру. З 1888 року — частина німецького протекторату Нова Гвінея.
  - Палау. З 1899 року — німецька колонія.
  - Маріанські острови продані Іспанією Німеччині в 1889 році.
  - Маршаллові острови захоплені в 1885 році. З 1886 року — німецький протекторат.
  - Каролінські острови також куплені в Іспанії.
- Західне Самоа. Наприкінці XIX сторіччя захоплене Німеччиною.

Програвши Першу Світову війну, Німеччина втратила свої заморські володіння. Того і Камерун були розділені між Великою Британією і Францією. Танганьїка дісталася Великій Британії, Руанда і Бурунді — Бельгії. Намібія відійшла Південноафриканському Союзу. Ціндао захоплений Японією, Нова Гвінея — Австралією. Каролінські, Маріанські і Маршаллові острови, Палау відішли Японії, Західне Самоа — Новій Зеландії. Велика Британія, Австралія та Нова Зеландія поділили — Науру. По закінченні Другої світової війни Японія втратила свої недавні «німецькі» придбання.

## Перша світова війна

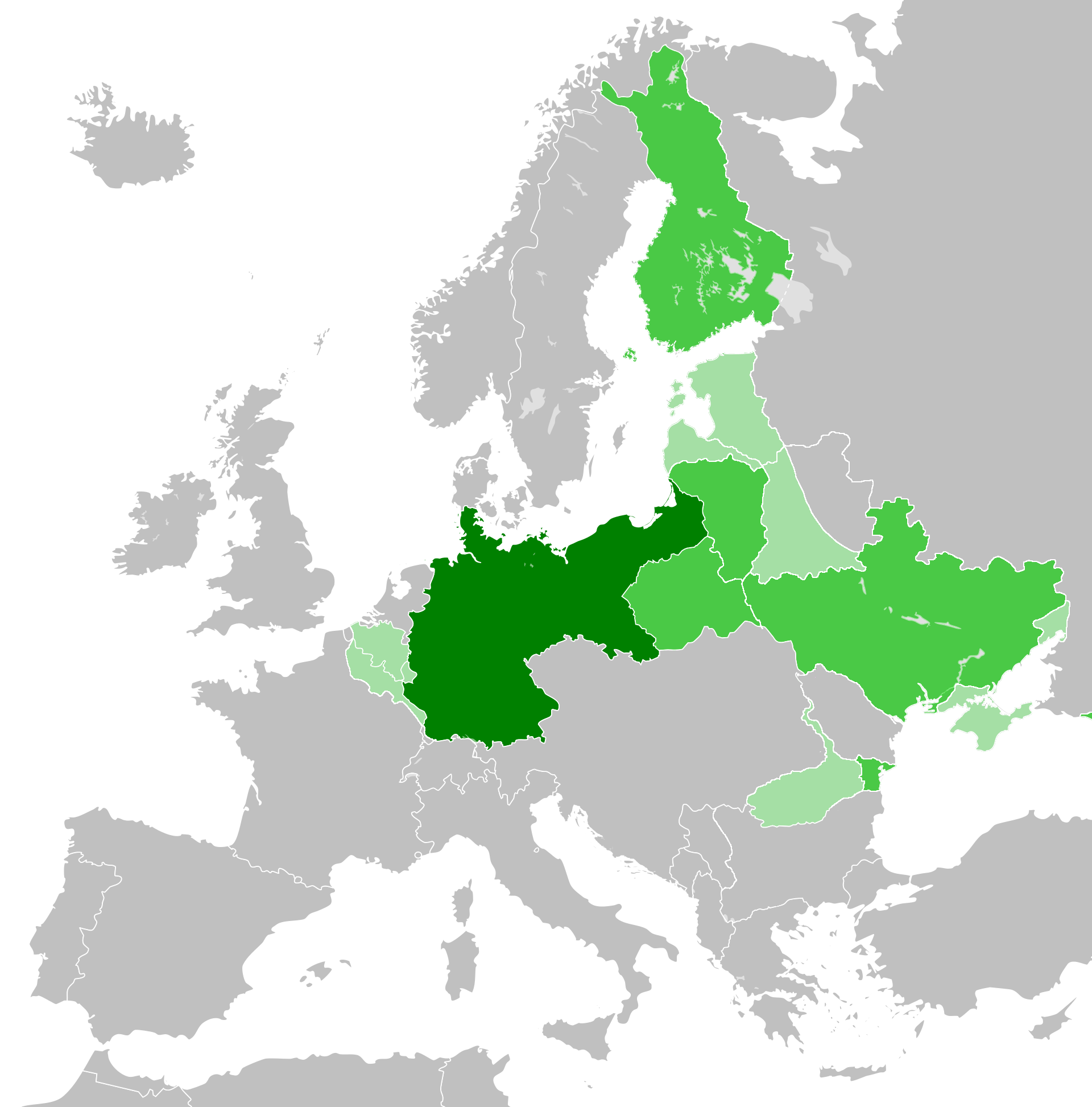
Німецька імперія на мапі Європи в 1918 році

Вільгельм II довго шукав привід для початку війни з головним потенційним ворогом Німеччини — Францією. Нарешті, Вільгельм отримав привід, нехай навіть і сумнівний — вбивство спадкоємця австро-угорського престолу ерцгерцога Франца Фердинанда в Сараєві. Вбивця — Принцип Гаврило — був сербом, і Австрія відразу накинулася на південного сусіда. Мабуть, конфлікт можна було улагодити мирним шляхом, але Вільгельм не хотів нехтувати можливістю розпочати війну, і переконав австрійського імператора Франца Йосипа застосувати силу. Австрія оголосила війну Сербії. Росія оголосила про підтримку братів-слов'ян і про початок мобілізації. 1 серпня Німеччина оголосила війну Росії, у війну вступила Франція, яку підтримала Англія.
Початок війни був для Німеччини успішним: російські війська були розбиті в Східній Пруссії, німецька армія окупувала Бельгію і Люксембург, вторглася до Північно-Східної Франції. Париж був врятований, але загроза залишалася.
Союзники Німеччини воювали гірше: австрійці були розгромлені в Галичині, турки зазнали поразок на Кавказькому фронті. Італія зрадила своїх союзників і 23 травня 1915 року оголосила війну Австро-Угорщині. Лише за допомогою німецької армії австрійці і турки повернули деякі позиції, а італійці були розбиті при Капоретто.
Німеччина здобула численні перемоги в ході активних бойових дій, але до 1915 року на всіх фронтах почалася позиційна війна, що по суті була взаємною облогою на виснаження. Попри свій промисловий потенціал, Німеччина не могла здобути перемогу над супротивником в позиційній війні. Німецькі колонії були окуповані. Німецька армія хоробро билася, але перевага в ресурсах була у Антанти, і 11 листопада 1918, через два дні після початку революції, Німеччина здалася. Крім всього цього в армії Німеччини вже з листопада 1918 року панувала анархія, внаслідок чого почалася революція, а монархія була зметена. Після війни країна лежала в руїні, абсолютно виснажена. В результаті Німеччину охопила економічна криза, в розпал якої куряче яйце коштувало 23 мільярди марок.

## Адміністративний поділ
Перед об'єднанням Німеччини, німецька територія складалася з 39 незалежних держав. Ці держави були королівствами, герцогствами, князівствами, вільними ганзейськими містами і однією імперською територією. Пруссія була найбільшою серед держав засновниць, складаючи приблизно 60 % площі Німецької імперії.
Деякі з цих держав отримали суверенітет після ліквідації Священної Римської імперії. Інші були створені як суверенні держави після Віденського конгресу у 1815. Території не були обов'язково суміжні — багато які існували в декількох частинах, в результаті історичного придбання, або, в декількох випадках, розділення родовідних дерев правлячих династій.
| Держава                                     | Держава                                            | Столиця       |
| ------------------------------------------- | -------------------------------------------------- | ------------- |
| Королівства (Königreiche)                   |                                                    |               |
|                                             | Прусське (Preußen)                                 | Берлін        |
|                                             | Баварське (Bayern)                                 | Мюнхен        |
|                                             | Саксонське (Sachsen)                               | Дрезден       |
|                                             | Вюртемберзьке (Württemberg)                        | Штутгарт      |
| Великі герцогства (Großherzogtümer)         |                                                    |               |
|                                             | Баденське                                          | Карлсруе      |
|                                             | Гессенське (Hessen)                                | Дармштадт     |
|                                             | Мекленбург-Шверінське                              | Шверін        |
|                                             | Мекленбург-Штреліцьке                              | Нойштрелиц    |
|                                             | Ольденбурзьке                                      | Ольденбург    |
|                                             | Саксен-Веймар-Айзенаське (Sachsen-Weimar-Eisenach) | Веймар        |
| Герцогства (Herzogtümer)                    |                                                    |               |
|                                             | Ангальтське                                        | Детмольд      |
|                                             | Брауншвейзьке (Braunschweig)                       | Брауншвейг    |
|                                             | Саксен-Альтенбурзьке (Sachsen-Altenburg)           | Альтенбург    |
|                                             | Саксен-Кобург-Готське (Sachsen-Coburg und Gotha)   | Кобург        |
|                                             | Саксен-Майнінгенське (Sachsen-Meiningen)           | Майнінген     |
| Князівства (Fürstentümer)                   |                                                    |               |
|                                             | Ліппе-Детмольдське                                 | Детмольд      |
|                                             | Ройсс-Герське                                      | Гера          |
|                                             | Ройсс-Грайцьке                                     | Грайц         |
|                                             | Шаумбург-Ліппське                                  | Бюккебург     |
|                                             | Шварцбург-Рудольштадтське                          | Рудольштадт   |
|                                             | Шварцбург-Зондерсгаузенське                        | Зондерсгаузен |
|                                             | Вальдек-Пірмонт                                    | Бад-Арользен  |
| Ганзейські вільні міста (Freie Hansestädte) |                                                    |               |
|                                             | Бремен                                             |               |
|                                             | Гамбург                                            |               |
|                                             | Любек                                              |               |
| Імперські території (Reichsland)            |                                                    |               |
|                                             | Ельзас-Лотарингія (Elsaß-Lothringen)               | Страсбург     |

Держави члени Німецької імперії, Пруссія зображена синім

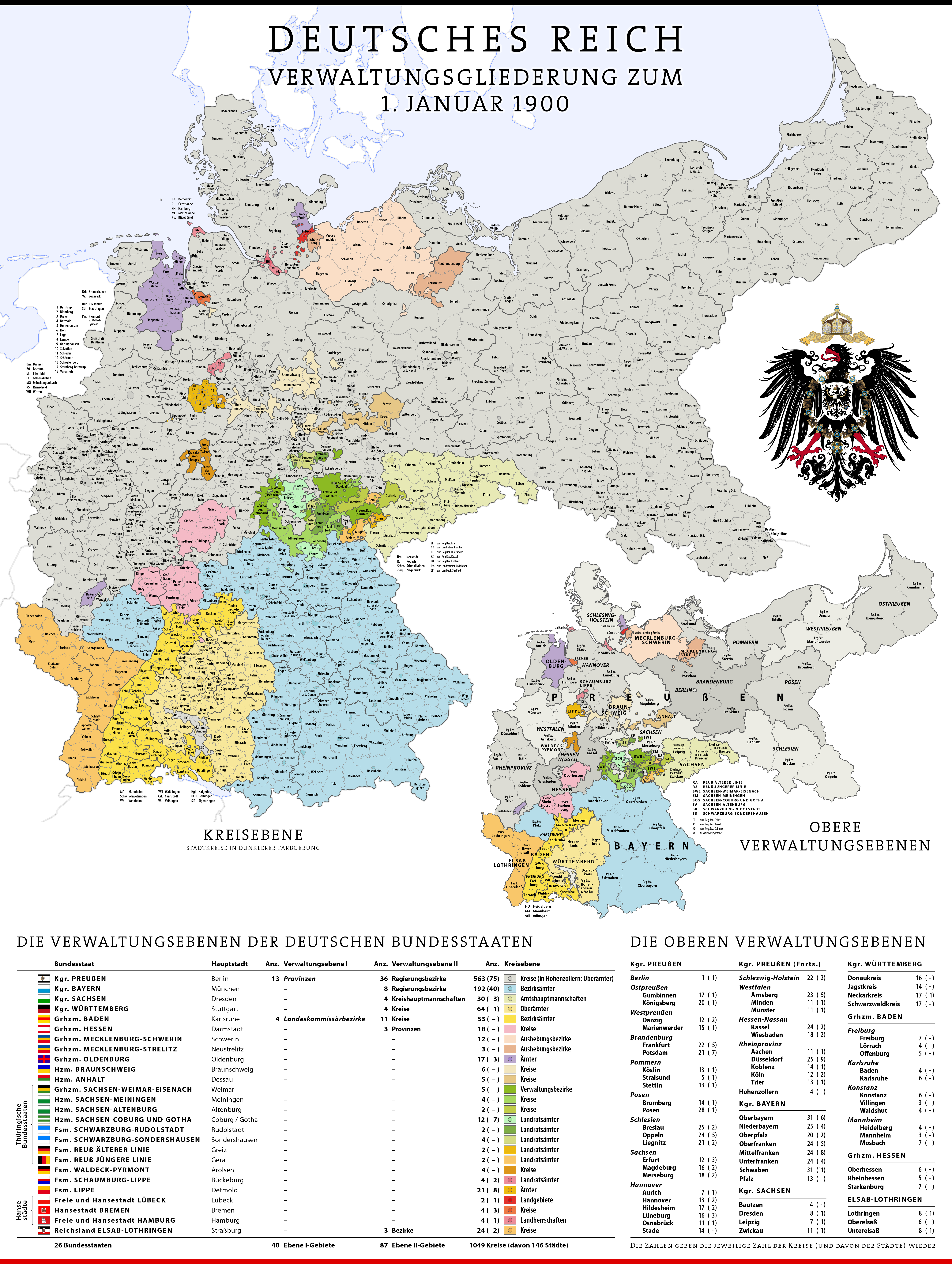

Кожен член Німецької імперії відправляв представників в Бундесрат і Рейхстаг. Відносини між Імперським центром і частинами імперії не були повністю врегульовані. Випадки коли Німецький Імператор, міг, наприклад, втручатись у справи земель, були предметом суперечок і часто обговорювались — наприклад криза спадкоємства у Князівстві Ліппе-Детмольд.